# Eötvös József Collegium
Az Eötvös József Collegium az ELTE bölcsészettudományi, informatikai, társadalomtudományi és természettudományi karainak szakkollégiuma Budapesten.

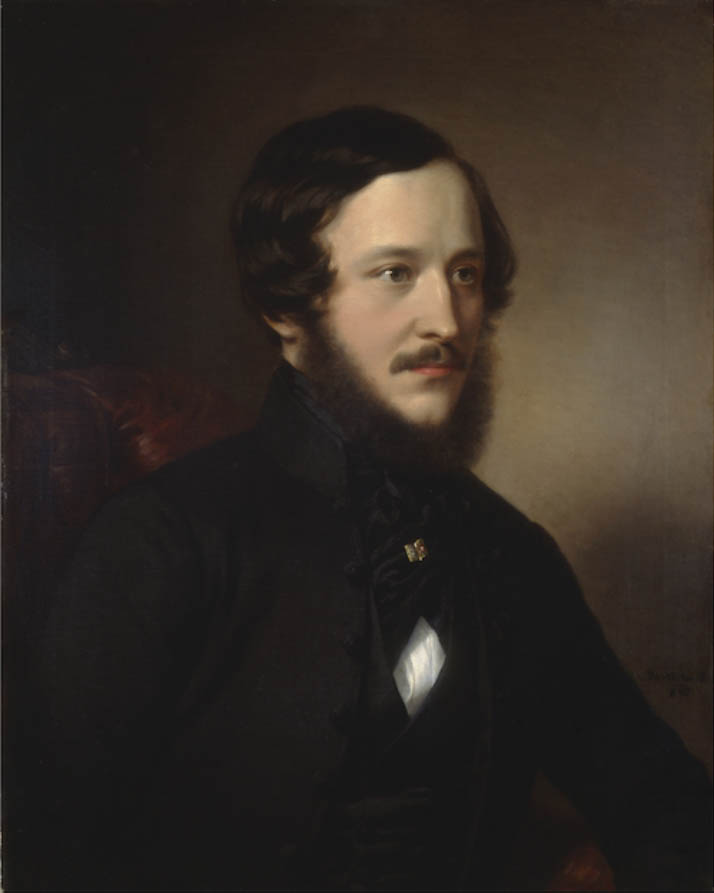
A névadó arcképe: Eötvös József

## Története
A Collegiumot 1895-ben báró Eötvös Loránd alapította a párizsi École normale supérieure mintájára, s az ő édesapjáról nevezték el a tanárképző főiskolai kollégiumot. A Collegium első igazgatója Bartoniek Géza fizikus volt, első kurátora pedig az alapító Eötvös Loránd. A porosz jellegű magyar oktatási rendszerben Bégé úr – ahogy a collegisták az igazgató urat nevezték – meggyökereztette a „magyar École”-t – ahogy ő nevezte az intézményt –, mely a magyar középiskolai tanárok színvonalas, széles látókörű képzésére fektette a hangsúlyt. Kezdetben a Collegium elsősorban a  vidéki szegényebb rétegekből, vagy középosztályból származó tehetséges fiatalok otthona volt. Ma a bentlakó vidéki diákok mellett sok budapesti bejáró kollégista is részt vesz a kollégium szakmai és szociális életében.
A Collegium első épülete Pesten, a Csillag utcában (ma Gönczy Pál utca) volt, majd 1910-ben épült meg az Alpár Ignác tervezte Ménesi úti épület, mely ma is otthont ad a Collegium intézményének.

## Szakmai munka
A Collegiumban a szakmai munka az ún. műhelyekben folyik, mely egy adott szak hallgatóit tömöríti, például a filozófia műhely tagjainak többsége filozófia szakos hallgató, de akadnak például társadalmi tanulmányok szakos hallgatók is körükben. Egy hallgató több műhely tagja is lehet, ha szeretne. A műhelyekben az oktatás műhelyórák keretében történnek, melyeket vagy a Collegium tanárai, vagy külső, meghívott előadók, gyakran egykori Eötvös-collegisták tartanak. A Collegium biztosít hallgatóinak nyelvtanulási lehetőséget is, általában négy-öt nyelv közül választhat a diákság.

## Nevezetes diákjai és tanárai

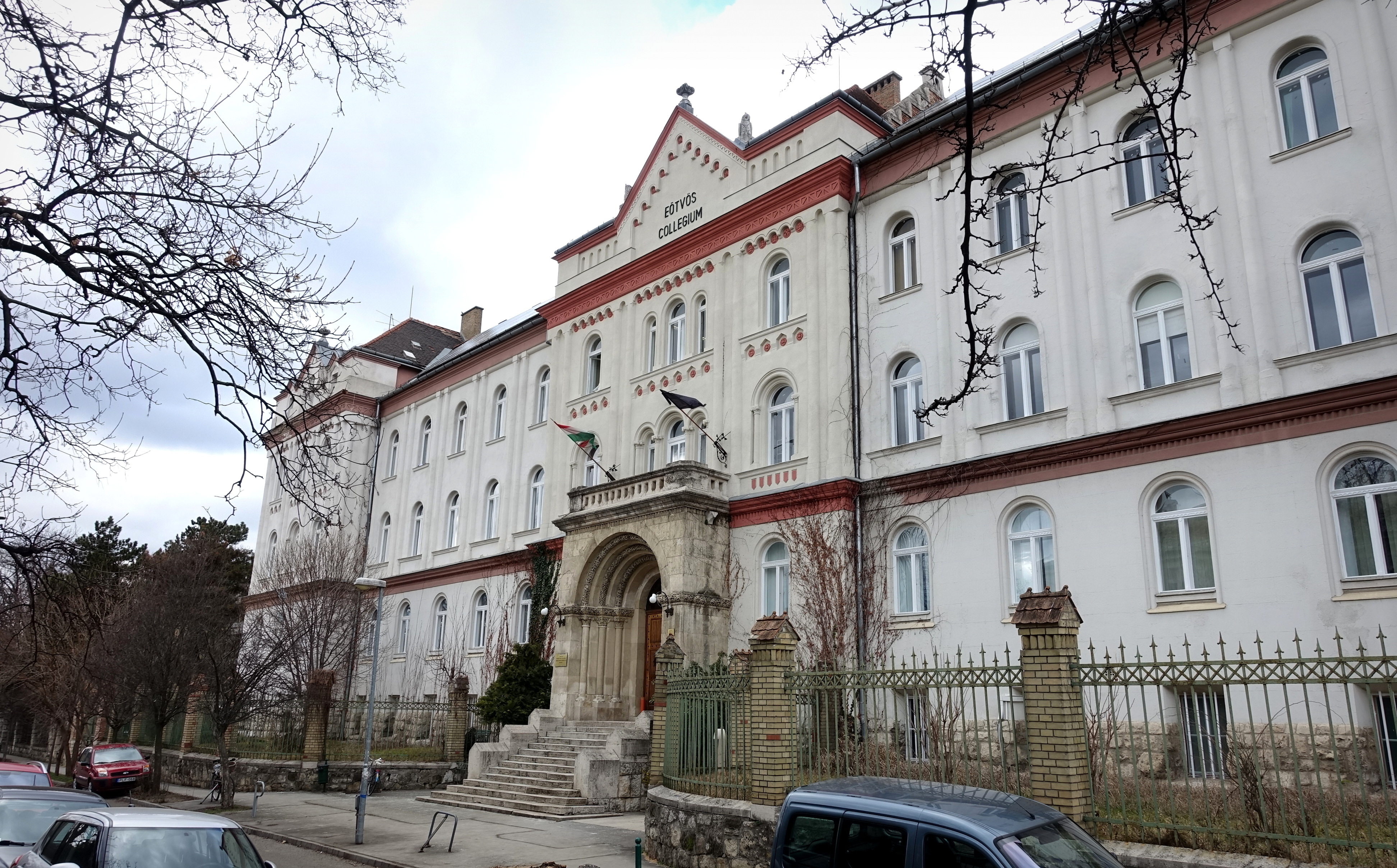
Az Eötvös Collegium épülete a Ménesi úton

- Balázs Béla
- Bay Zoltán
- Bencsik István
- Benda Kálmán
- Benyhe János
- Deme László (nyelvész)
- Dragomán György
- Fodor András
- Förster Jenő
- Gy. Horváth László
- Julow Viktor
- Keresztury Dezső
- Kodály Zoltán
- Kosáry Domokos
- Lator László
- Lorsy Ernő
- Lőrincze Lajos
- Maksay Ferenc
- Mendöl Tibor
- Miklós Pál
- Orosz László
- Országh László
- Spiró György
- Szász Imre
- Szovák Kornél
- Tamás Lajos
- Vendl Aladár
- Zirkuli Péter

## Eötvös Collegium Szegeden
A budapesti Eötvös Collegium mintájára a szegedi József Attila Tudományegyetemen is alapítottak fiú-, majd leány hallgatók részére is Eötvös Kollégiumot az 1960-as évektől.